# Гаррі Джейкобс
Гаррі Джейкобс (англ. Garry Jacobs, народився 29 липня 1946) — американський письменник, дослідник і консультант в області управління бізнесом, економічного і соціального розвитку, освіти та глобального управління. Головний виконавчий директор і колишній голова ради Всесвітньої академії мистецтва та науки (World Academy of Art & Science). Головний виконавчий директор і голова ради Консорціуму світових університетів (World University Consortium). Бізнес автор і засновник Mira International, фірми-консультанта з управління бізнесом, стратегічного росту і рентабельності в Європі, Північній Америці та Азії. Головний редактор журналу у сфері економіки, освіти, міжнародної безпеки та глобального управління Cadmus Journal. Повноправний член Римського клубу.
Джейкобс досліджує соціальний та психологічний процес росту і розвитку, як це виражається на рівні особистості, організації, нації і світової спільноти.

## Окремі публікації
- Fred Harmon and Garry Jacobs, The Vital Difference — Unleashing the Powers of Sustained Corporate Success, New York: Amacom Publications, 1985
- Garry Jacobs and Robert Macfarlane, The Vital Corporation — How American Businesses Large and Small Double Profits in Two Years or Less, New York: Prentice Hall, 1987.
- Garry Jacobs, The Book, Amazon Digital Services, Inc., May 2010
- Harlan Cleveland and Garry Jacobs, Human Choice: The Genetic Code for Social Development, Futures Research Quarterly, Vol. 31, No. 9–10, November–December 1999, Pergamon, UK, p. 964[1]
- Garry Jacobs and Ivo Šlaus, Human Capital & Sustainability, Sustainability 3, no. 1: 97-154
- Garry Jacobs, New Strategies for Planning and Development], Published in 'The Hindu', February 17, 1981
- Garry Jacobs, N. Krishnamurthy and N. Ramakrishnan, Kamadhenu: The Prosperity Movement, Southern Publishers, Chennai, 1988.[2]
- Orio Giarini, Garry Jacobs, Bernard Lietaer and Ivo Šlaus, Introductory Paper for a Programme on The Wealth of Nations Revisited, Cadmus Volume 1, Issue 1, October 2010
- Garry Jacobs and Ivo Šlaus, Indicators of Economic Progress: The Power of Measurement and Human Welfare, Cadmus Volume 1, Issue 1, October 2010.
- Orio Giarini and Garry Jacobs, The Evolution of Wealth & Human Security: The Paradox of Value and Uncertainty, Cadmus Volume 1, Issue 3, October 2011.
- Garry Jacobs and Ivo Šlaus, From Limits to Growth to Limitless Growth, Cadmus Volume 1, Issue 4, April 2012.
- Garry Jacobs and Dr. G. Rangaswami, Prosperity 2000: Strategy to Generate 100 Million Jobs in India through Accelerated Development of Commercial Agriculture and Agro-based Industries, October 1991.
- Garry Jacobs and Ivo Šlaus, Global Prospects for Full Employment, Cadmus Volume 1, Issue 2, April 2011.
- Garry Jacobs, Manpreet Sethi and Jasjit Singh, Abolishing Nuclear Weapons, Futures, journal of policy, planning and future studies, UK, May 2007.
- Garry Jacobs and Winston P. Nagan, New Paradigm for Global Rule of Law, Cadmus Volume 1, Issue 4, April 2012
- Garry Jacobs, Lectures on Sri Aurobindo's The Life Divine, The Mother's Service Society, November 2005